# Новоклинівка
Новокли́нівка — село Амвросіївської міської громади Донецького району Донецької області, Україна.

## Загальні відомості
Відстань до райцентру становить близько 13 км і проходить автошляхом Т 0517.
Неподалік розташований ландшафтний заказник місцевого значення Ліс по річці Кринка.
Унаслідок російської військової агресії із серпня 2014 р. Новоклинівка перебуває на території ОРДЛО.

## Населення

### Мова
Розподіл населення за рідною мовою за даними перепису 2001 року:
| Мова       | Кількість | Відсоток |
| ---------- | --------- | -------- |
| українська | 194       | 85.46%   |
| російська  | 33        | 14.54%   |
| Усього     | 227       | 100%     |

За даними перепису 2001 року населення села становило 227 осіб, із них 85,46 % зазначили рідною мову українську та 14,54 % — російську.

## Відомі особистості
В поселенні народився:
- Омельченко Руслана Ярославівна (* 1976) — український лікар, підприємець.